# Фундаментальный дискриминант
Фундаментальный дискриминант D — это целочисленный инвариант в теории целочисленных квадратичных форм от двух переменных (бинарных квадатичных форм). Если {\displaystyle Q(x,y)=ax^{2}+bxy+cy^{2}} является квадратичной формой с целыми коэффициентами, то {\displaystyle D=b^{2}-4ac} является дискриминантом формы Q(x, y).
Существуют явные условия конгруэнтности, которые дают множество фундаментальных дискриминантов. Конкретно — D является фундаментальным дискриминантом тогда и только тогда, когда выполняются следующие условия
- D ≡ 1 (mod 4) и свободно от квадратов,
- D = 4m, где m ≡ 2 или 3 (mod 4) и m и свободно от квадратов.

Первые десять положительных фундаментальных дискриминантов:
1, 5, 8, 12, 13, 17, 21, 24, 28, 29, 33 (последовательность A003658 в OEIS).
Первые десять отрицательных фундаментальных дискриминантов:
−3, −4, −7, −8, −11, −15, −19, −20, −23, −24, −31 (последовательность A003657 в OEIS).

## Связь с квадратными корнями
Есть связь теории целочисленных бинарных квадратичных форм и арифметикой квадратичных числовых полей. Основное свойство этой связи — D0 является фундаментальным дискриминантом тогда и только тогда, когда {\displaystyle D_{0}=1} или D0 является дискриминантом квадратичного числового поля. Существует в точности одно, с точностью до изоморфизма, квадратичное поле для любого фундаментального дискриминанта {\displaystyle D_{0}\neq 1}.
Предупреждение: Существует причина, по которой некоторые авторы не считают 1 фундаментальным дискриминантом — можно рассматривать {\displaystyle D_{0}=1} как вырожденное «квадратичное» поле Q (рациональные числа).

## Разложение
Фундаментальные дискриминанты можно описать их разложением на положительные и отрицательные простые числа. Определим множество
{\displaystyle S=\{-8,-4,8,-3,5,-7,-11,13,17,-19,\;\ldots \}},
где простые числа ≡ 1 (mod 4) берутся положительными, а числа, сравнимые с 3, берутся отрицательными. Тогда число {\displaystyle D_{0}\neq 1} является фундаментальным дискриминантом тогда и только тогда, когда оно является произведением взаимно простых членов S.